# Альбрехт I (герцог Саксонії)
Альбрехт I (нім. Albrecht I von Sachsen; бл. 1175 — 7 жовтня 1260) — герцог Саксонії у 1212—1260 роках.

## Біографія
Походив з династії Асканіїв. Син Бернхарда III, герцога Саксонії та графа Ангальту, і Юдити, доньки польського короля Мешка ІІІ.
У 1212 році після смерті батька розділив з братом Генріхом володіння, отримавши герцогство Саксонія. Згодом підтримав імператора Оттона IV в його війнах проти Гогенштауфенів, з якими боровся до 1217 року. 1217 році став регентом маркграфства Мейсен.
Здійснив декілька походів проти Альбрехта I, архієпископа Магдебурга, який був прихильником Фрідриха II Гогенштауфена. У 1218 році останній ставши імператором затвердив Альбрехта I в його володіннях.
1219 році брав участь у хрестовому поході до Лівонії. Тут в багато в чому сприяв Ризькому архієпископу в розширенні володінь. 1221 року скористався відсутністю Альбрехта, архієпископа Магдебурга щоб розширити володіння на шкоду Оттону III і Іоганну I, маркграфу Бранденбургу.
У 1222 році одружився з донькою герцога Австрії. Вступив у конфлікт з Людольфом I, князем-єпископом Ратценбургу. Останнього за наказом Альбрехта II схоплено і відправлено у заслання. 1226 року померла його дружина під час відсутності Альбрехта I, який перебував в Італії. Тут отримав титул герцога Альбінгена.
22 липня 1227 року Альбрехт I брав участь у розгромі данців в битві при Борнхьоведі, після якого він був затверджений володарем графств Шауенбург і Східного Гольштейну. Після битви Альбрехт I посилив і розширив свої фортеці і замок в Лауенбурзі, побудований ще його батьком в 1182 році. Збільшився вплив на Любек, графство Шверін.
У 1228—1229 роках брав участь у хрестовому поході імператора Фрідриха II. Взимку 1231—1232 років сприяв укладанню миру між імператором та його сином принцом Генріхом.
У 1238 році одружився з донькою маркграфа Тюрингії, що значно зміцнило його становище в Саксонії. У 1240—1241 роках перебував в Італії. У 1246 році померла його друга дружина. 1247 року одружився з представницею роду Брауншвейг-Люнебург. 1248 році отримав право на митні доходи Гамбургу та Любеку. У 1250 року успадкував графство Бельціг.
У 9152 році підтримав кандидатуру Вільгельма Голландського на трон короля Німеччини. Натомість отримав від останнього підтвердження прав Альбрехта Асканія. Втім у 1257 році перейшов на бік Альфонсо X, короля Кастилії, що претендував на трон Священної Римської імперії. Останній надав Альбрехту I графство Енгерн.
1260 року Альбрехт помер і був похований в Ленінському абатстві. Його сини Іоганн і Альбрехт спочатку управляли спільно, а потім поділили Саксонію на Саксен-Віттенберзьке та Саксен-Лауенбурзьке герцогство.

## Родина
1 Дружина — Агнеса (1206—1226), донька Леопольда VI Бабенберга, герцога Австрії та Феодори Ангел
Діти:
- Бернхард (д/н-до 1238)
- Юдит (1223—1267), дружина Еріка IV, короля Данії
- Анна-Марія (д/н-1252), дружина Барніма I, герцога Померанії
- Бригітт (д/н-1266), дружина Іоганна I, маркграфа Бранденбурга
- Матильда (д/н-1266), дружина Іоганна I, граф Шауенбурга і Гольштейн-Кіля

2 Дружина — Агнеса (1205—1246), донька Германа I, маркграфа Тюрингії
Діти:
- Агнеса, дружина Генріха I, герцога Сілезії-Вроцлавського
- Ютта, дружина Іоганна I, маркграфа Бранденбургу
- Маргарита (д/н-1265), дружина Гельмуда III, графа Шверіну

3 Дружина — Олена (1231—1273), донька Оттона Вельфа, герцога Брауншвейг-Люнебурзького і Матильди Бранденбурзької
Діти:
- Іоганн (1248—1285), герцог Саксонії
- Альбрехт (1250—1298), герцог Саксонії
- Рудольф (д/н—після 1269)
- Олена (1247—1309), дружина Генріха III, герцога Сілезії
- Елізабет (д/н—1306), дружина Іоганна I, графа Шауенбургу